# Dębniak (województwo lubelskie)
Dębniak – wieś w Polsce położona w województwie lubelskim, w powiecie opolskim, w gminie Józefów nad Wisłą.
W latach 1975–1998 miejscowość administracyjnie należała do ówczesnego województwa lubelskiego.
Wieś jest sołectwem w gminie Józefów nad Wisłą. 